# Ambassade de Bolivie en France
L'ambassade de Bolivie en France est la représentation diplomatique de l'État plurinational de Bolivie auprès de la République française. Elle est située 12, avenue du Président-Kennedy, dans le 16e arrondissement de Paris, la capitale du pays. 
L'ambassade a donné son nom en 1996 à la place de Bolivie voisine.

## Bâtiment

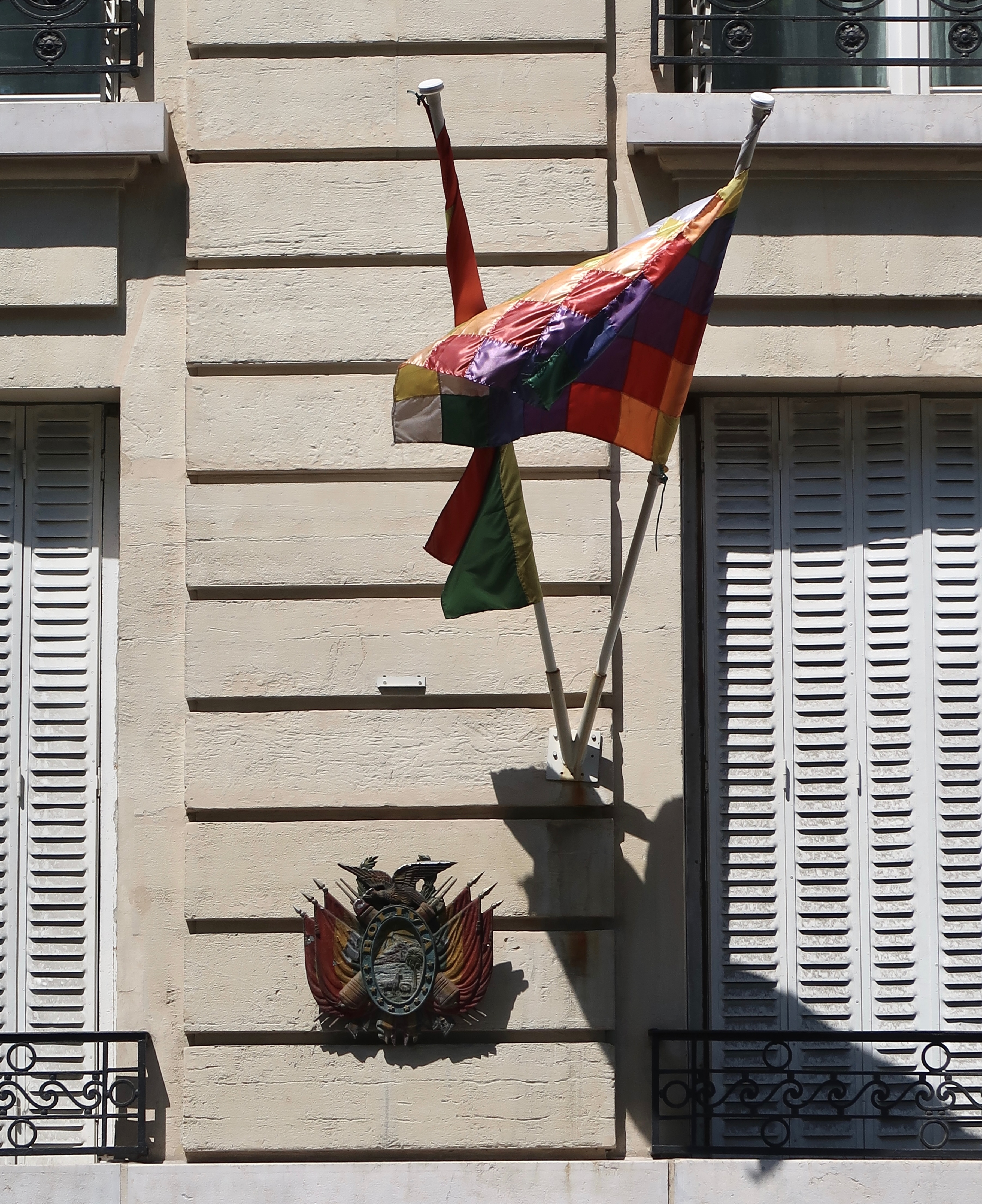
Blason et drapeaux (de la Bolivie et wiphala).

## Histoire
Dans les années 1900, la légation de Bolivie se trouvait 130, rue du Faubourg Saint-Honoré, tandis que son consulat général était situé 3, rue Vignon (8e arrondissement).
Dans les années 1920, la légation était installée 27 bis, avenue Kléber (16e arrondissement), tandis que son consulat général était situé 3 rue Théodore-de-Banville (17e arrondissement).
L'ambassade a été occupée le 21 juillet 1980 par une cinquantaine de manifestants du Comité national de défense de la démocratie (CONADE) et de la Centrale ouvrière bolivienne (COB), protestant contre le coup d'État de Luis García Meza Tejada le 17 juillet 1980.

## Ambassadeurs de Bolivie en France
| Date de nomination | Date de nomination | Date de remise des lettres de créance | Date de remise des lettres de créance | Fin de mission | Ambassadeur                   |
| ------------------ | ------------------ | ------------------------------------- | ------------------------------------- | -------------- | ----------------------------- |
| ?                  |                    | 12 juillet 1949                       | [ JORF 1 ]                            |                | Adolfo Costa Du Rels          |
| ?                  |                    | 14 octobre 1954                       | [ JORF 2 ]                            |                | Adrian Barrenechea Torres     |
| ?                  |                    | 1er septembre 1956                    | [ JORF 3 ]                            |                | Wálter Guevara Arze           |
| ?                  |                    | 20 novembre 1958                      | [ JORF 4 ]                            |                | José Cuadros Quiroga (es)     |
| ?                  |                    | 6 juin 1964                           | [ JORF 5 ]                            |                | Augusto Céspedes Patzi (en)   |
| ?                  |                    | 6 juin 1966                           | [ JORF 6 ]                            |                | Walter Galindo                |
| ?                  |                    | 1er août 1969                         | [ JORF 7 ]                            |                | Roque Aguilera Vargas         |
| ?                  |                    | 24 mars 1972                          | [ JORF 8 ]                            |                | Arturo Vilela                 |
| ?                  |                    | 5 octobre 1973                        | [ JORF 9 ]                            | 11 mai 1976    | Joaquín Zenteno Anaya (*)     |
| ?                  |                    | ?                                     |                                       |                | ?                             |
| ?                  |                    | 6 juin 1986                           | [ JORF 10 ]                           |                | Gaston Araoz Levy             |
| ?                  |                    | 19 octobre 1994                       | [ JORF 11 ]                           |                | Carlos Antonio Carrasco       |
| ?                  |                    | 6 avril 1998                          | [ JORF 12 ]                           |                | Gonzalo Campero Paz           |
| ?                  |                    | 4 mai 2001                            | [ JORF 13 ]                           |                | Pedro Rivero-Mercado          |
| ?                  |                    | 10 février 2004                       | [ JORF 14 ]                           |                | Florencia Ballivian de Romero |
| 21 avril 2006      |                    | 13 octobre 2006                       | [ JORF 15 ]                           |                | Luzmila Carpio Sangüeza       |
| ?                  |                    | 11 juillet 2012                       | [ JORF 16 ]                           |                | Jean Paul Guevara Avila       |
| ?                  |                    | 13 octobre 2017                       | [ JORF 17 ]                           | novembre 2019  | Juan Gonzalo Duran Flores     |
| novembre 2019      |                    |                                       |                                       |                | vacant                        |

(*) assassiné le 11 mai 1976, action revendiquée par les Brigades internationales Che Guevara.

## Consulats
Outre la section consulaire de son ambassade à Paris, la Bolivie possède des consulats honoraires à Marseille et à Bordeaux.